# Under the boardwalk
Under the boardwalk is een liedje dat is geschreven door Kenny Young en Arthur Resnick. In 1964 was het een hit voor de Amerikaanse zanggroep The Drifters. Bovendien is het door zo’n veertig andere artiesten op de plaat gezet. Het tijdschrift Rolling Stone zette het nummer op 489 op de lijst van The 500 Greatest Songs of All Time.
Het lied vertelt hoe de ik-figuur en zijn geliefde op een zonnige dag een beschut plekje vinden onder een houten loopbrug boven het strand. De eerste regel (‘Oh, when the sun beats down and burns the tar up on the roof’) haakt in op Up on the roof, een eerdere hit van The Drifters.
In 2014 werd de versie van The Drifters opgenomen in de Grammy Hall of Fame.

## Versie van The Drifters
De opnamesessie voor het lied was gepland op 21 mei 1964, maar de nacht tevoren overleed Rudy Lewis, de solozanger van de groep, onverwachts op 27-jarige leeftijd. De doodsoorzaak is altijd onduidelijk gebleven. De betrokkenen besloten de opnamesessie niet uit te stellen, maar Johnny Moore in te schakelen. Die was eerder solozanger van The Drifters geweest, maar werd in 1956 onder de wapenen geroepen. Sinds 1963 werd hij af en toe weer ingeschakeld bij platenopnamen van de groep. Vanaf de opname van Under the boardwalk hoorde hij weer bij de vaste bezetting. Het begeleidingskoor dat de andere leden van de groep vormen, laat een opmerkelijke overgang van majeur naar mineur horen.
De plaat werd een groot succes en bereikte de vierde plaats in de Billboard Hot 100 en de eerste plaats in de R&B Chart van Cashbox Magazine (de R&B-hitlijst van Billboard werd in 1964 niet bijgehouden). In het Verenigd Koninkrijk kwam de plaat niet verder dan een 45e plaats; in Nederland bereikte ze de 21e plaats.
Het nummer werd twee keer opgenomen. Voor de lp Under the boardwalk werd een versie gebruikt waarin het koor één keer ‘We’ll be making love’ zong in plaats van ‘We'll be falling in love’. Op de single zingt het koor ook hier ‘We'll be falling in love’. Deze verandering voorkwam dat radiostations zouden weigeren om het nummer te draaien, want ‘making love’ kan ook verwijzen naar de geslachtsdaad.
Het album Under the boardwalk verscheen kort nadat de single een succes was geworden. Op de lp stonden dezelfde nummers als op het eerdere album Our biggest hits, dat nu meteen uit de handel werd genomen, alleen was Drip drop vervangen door Under the boardwalk.
I don’t want to go on without you, de achterkant van de single, werd later een klein hitje voor The Moody Blues.

### NPO Radio 2 Top 2000
| Nummer met noteringen in de NPO Radio 2 Top 2000 | '99  | '00  | '01  | '02 | '03  | '04  |
| ------------------------------------------------ | ---- | ---- | ---- | --- | ---- | ---- |
| Under the boardwalk                              | 1711 | 1641 | 1884 | -   | 1786 | 1736 |

1. ↑  Een '-' betekent dat het nummer niet was genoteerd en een vetgedrukt getal geeft de hoogste notering aan.
2. ↑  Deze tabel is bijgewerkt tot en met de laatste editie (2024).

## Versie van Bruce Willis
Bruce Willis nam het nummer in 1987 op voor zijn album The return of Bruno. Voor het koortje zorgden The Temptations. Het nummer kwam ook uit op single. In de Verenigde Staten kwam deze niet verder dan de 59e plaats, maar in het Verenigd Koninkrijk kwam hij tot 2. In Nederland haalde de plaat de zevende plaats.

## Andere versies
Een selectie uit de andere versies van het lied:
- Lynn Anderson zong het nummer voor haar album What she does best uit 1988.[12] Het nummer kwam ook uit als single[13] en haalde de 24e plaats in de Amerikaanse countryhitparade.[14]
- Bad Boys Blue namen het nummer op voor hun album Follow the light uit 1999.[15]
- The Beach Boys zetten het nummer op hun album Summer in paradise van 1992.[16]
- Billy J. Kramer with The Dakotas namen het nummer op voor hun Amerikaanse album Trains and boats and planes uit 1964.[17]
- De Muppet Clifford zong het lied met begeleiding van The Surf Rats op het album Muppet beach party van 1993.[18]
- Rickie Lee Jones nam het nummer op voor het album Girl at her volcano van 1983.[19]
- Een versie van John Mellencamp diende als achterkant voor zijn single R.O.C.K. in the U.S.A. van 1986[20] en staat ook op zijn album Rough harvest uit 1999.[21]
- Bette Midler zingt het nummer in de film Beaches van regisseur Mary Agnes Donoghue uit 1988. Midlers versie kwam in hetzelfde jaar uit als single[22] en werd een hitje in Australië.[23]
- Mud zette het nummer op het album Mud featuring Les Gray uit 1982.[24]
- Aaron Neville nam het nummer op voor zijn album My True Story uit 2013.[25]
- Clodagh Rodgers zong het nummer op haar debuutalbum, dat ook Clodagh Rodgers heette.[26]
- The Rolling Stones namen het nummer op 2 september 1964 op, tegelijk met Little red rooster en Off the hook, die in november van dat jaar samen als single zouden worden uitgebracht.[27] Het nummer kwam uit op de Amerikaanse lp 12 x 5 van oktober 1964 en op de Britse lp The Rolling Stones No. 2 van januari 1965. In Australië kwam het nummer als single uit, met Walking the dog als achterkant.[28] De plaat haalde daar de eerste plaats.[29]
- Guy Sebastian nam het nummer op voor zijn album The Memphis Album uit 2007.[30]
- Tom Tom Club bracht Under the boardwalk in 1982 op single uit. Deze haalde de 22e plaats in de Britse UK Singles Chart,[31] de vijfde plaats in de Nederlandse Top 40[32] en de derde plaats in de Belgische Ultratop 50.[33]
- Een versie van The Undertones staat op het album Hypnotised van 1980.[34]
- Piet Veerman bracht het in 1995 uit op een single die de hitlijsten niet bereikte.[35] Verder nam hij het nummer op voor zijn album Dreams (To remember) van 1995.[36] Ook de Tribute to The Cats Band heeft het nummer op zijn repertoire,[37] al hebben The Cats zelf het nooit opgenomen.

Er bestaat een parodie door Kenny Tibbs met als titel (Holly Beach) under the boardwalk en een Duitstalige parodie Unter dem Wartburg van Lothar und die Trabanten over een barre rit met veel technische problemen in een Wartburg.
Jimmy Fallon, Billy Joel, Bruce Springsteen en Steven Tyler brachten het nummer op 2 november 2012 live tijdens een benefietconcert voor de slachtoffers van de orkaan Sandy.